# Ron Lewis
Ronald (Ron) Lewis (ur. 14 września 1946) – amerykański polityk, członek Partii Republikańskiej.
W latach 1994–2009 był przedstawicielem drugiego okręgu wyborczego w stanie Kentucky w Izbie Reprezentantów Stanów Zjednoczonych.